# Monochamus africanus
Monochamus africanus är en skalbaggsart som beskrevs av Stefan von Breuning 1935. Monochamus africanus ingår i släktet Monochamus och familjen långhorningar.
Artens utbredningsområde är Ghana. Inga underarter finns listade i Catalogue of Life.